# Die hundert Ritter
Die hundert Ritter (Originaltitel: I cento cavalieri) ist ein im Mittelalter spielender, italienisch-spanisch-deutscher Historien- und Abenteuerfilm aus dem Jahre 1964. In den Hauptrollen ist eine internationale Besetzung zu sehen, angeführt von Mark Damon, Antonella Lualdi und Wolfgang Preiss.

## Handlung
Die Geschichte spielt rund um das Jahr 1000 in Spanien. Das Land ist von den Ungläubigen aus dem Morgenland, den Mauren, besetzt und ächzt unter deren Unterdrückung der einheimischen Kastilier. Eine Handvoll spanischer Adliger unter der Führung von Don Fernando Herrera y Menendez, Sohn des legendären Maurenbekämpfers Cid, beschließt, die Fremdlinge, aus dem Land endgültig zu vertreiben. Dies ist die Ausgangssituation der nachfolgenden Geschichte:
Der junge Edelmann schart eine Truppe von hundert mutigen und berittenen Edelleuten um sich und entschließt sich zum Angriff auf die zahlenmäßig haushoch überlegenen Mauren. Die hatten zuvor das Fass zum Überlaufen gebracht, als mehrere hundert moslemische Okkupanten unter der Führung von Scheich Abengalbón in ein Dorf am Rande der Mancha eingefallen waren und vom Bürgermeister der Stadt, dem Alcalde Alfonso Ordoñez, beträchtliche Abgaben abzupressen versucht hat. Die Mauren rauben den Bauern das Getreide, sodass demnächst der Hungertod droht.  Als sich einige Einheimische gegen die Drangsalierungen wehren, nehmen die Araber Geiseln und unterziehen diese der Brunnenfolter. Um sein Dorf vor Schändungen und weiteren Plünderungen zu schützen, gibt der Alcalde schließlich den Pressionsversuchen nach. Seine dem reichsten Landbesitzer der Gegend, Don Jaime Badaloz, versprochene Tochter Sancha hingegen, ganz Rebellin, will sich diesen ausbeuterische Forderungen der Ungläubigen widersetzen und wird Don Fernandos Verbündete. Sanchas kleine Schwester Laurencia wiederum hat sich in den Sohn des Scheichs, Halaf, verliebt. Die Mönche des nahe gelegenen Klosters haben sich derweil den Rebellen angeschlossen und wollen Widerstand leisten, wenngleich auf friedvollere (und wie sie glauben auch effektivere) Art als die 100 Ritter.
Don Fernando sammelt seine Leute vor der Stadt zur Entscheidungsschlacht gegen die maurischen Besatzer. Um seinen Sieg abzusichern, geht er ein fragwürdiges Bündnis mit einer Bande von Straßenräubern ein. Deren Anführer Don Felipe wird Fernandos Stellvertreter. Der erste Ansturm auf die Ungläubigen wird von denen erwartet und erfolgreich abgewehrt. Fortan lassen die hundert Ritter nicht mehr locker. Um sich besser schützen zu können, hat Scheich Abengalbón die Mönche aus dem Kloster vertrieben und selbiges eingenommen, um es zu einer Verteidigungsfestung auszubauen. Fernando weiß, dass der nächste Angriff auf die Muslime besser vorbereitet und mit seinem Verbündeten auf Zeit, Felipe, besser koordiniert werden muss. Ehe die folgende Attacke geritten werden kann, müssen die eigenen Leute, darunter auch zahlreiche kampfunerfahrene Bauer und Kleinbürger, besser in Waffenkunst, Strategie und Taktik ausgebildet werden.
Im Ort versucht in der Zwischenzeit Landbesitzer Don Jaime die widerspenstige Braut in spe, Sancha, davon zu überzeugen, sich nicht weiter gegen die Besatzer aufzulehnen und stattdessen mit ihnen zu kollaborieren. Diese Forderung entfremdet die schöne Bürgermeistertochter von Jaime nur noch mehr, zumal sie längst ihr Herz an den tapferen und stolzen Rebellenführer Don Fernando verloren hat. Sehr viel schwerer trifft es ihre kleine Schwester Laurencia. Sie ist zwischen Treue zu den Ihren und ihrer Liebe zu dem Scheich-Sohn Halaf hin- und hergerissen. Der Scheich wiederum macht seinem Sprössling angesichts dessen Braut-Wahl heftige Vorhaltungen. In einem Akt der Verzweiflung fordert Halaf, um auf diese Weise Frieden zu schaffen, Don Fernando auf ein Duell Mann gegen Mann heraus, und verliert dies. Daraufhin kommt es auf den Feldern vor dem Ort zur Entscheidungsschlacht zwischen Fernandos Rittern und den Mauren des Scheichs. Die von den Arabern brutal vertriebenen Mönche haben sich nun ganz offen auf die Seite der kastilischen Patrioten gestellt. Im Kampf wird Don Felipe verwundet und der Scheich von Fernando besiegt. Endlich hat die Schreckensherrschaft der arabischen Ungläubigen über Spanien ein Ende. Den überlebenden Mauren wird gestattet, zu bleiben, wenn sie sich zu einer friedlichen Koexistenz mit den Einheimischen bereit zeigen. Halaf darf seine Laurencia ehelichen, und Sancha bekommt endlich ihren Fernando.

## Produktionsnotizen
Die hundert Ritter entstand in Kastilien, auf der Burg Coca, rund um La Pedriza und im Ort Pedraza, und wurde am 30. Dezember 1964 in Italien uraufgeführt. Im mitproduzierenden Spanien lief der Film erst im darauf folgenden Jahr an. Die deutsche Premiere des hierzulande nie im Kino gezeigten Streifens erfolgte am 24. August 1994 im Fernsehsender Pro7, allerdings in einer Synchronisation aus der Entstehungszeit des Films, die für einen nicht stattgefundenen Kinoeinsatz produziert wurde.
Franz Thierry von der mitproduzierenden deutschen International Germania-Film (Köln) hatte die Produktionsleitung. Ramiro Gómez entwarf die Filmbauten, assistiert von Wolfgang Burmann. Die Kostüme stammen von Vittorio Rossi.

## Kritiken
Das Lexikon des Internationalen Films sah in dem Streifen eine „ereignisreiche Unterhaltung, flott inszeniert und gut fotografiert, die ebenso patriotische wie pazifistische Töne anschlägt.“